# Cunlum

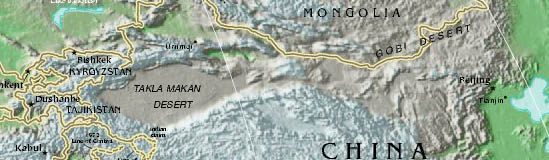
A região da cordilheira Cunlum

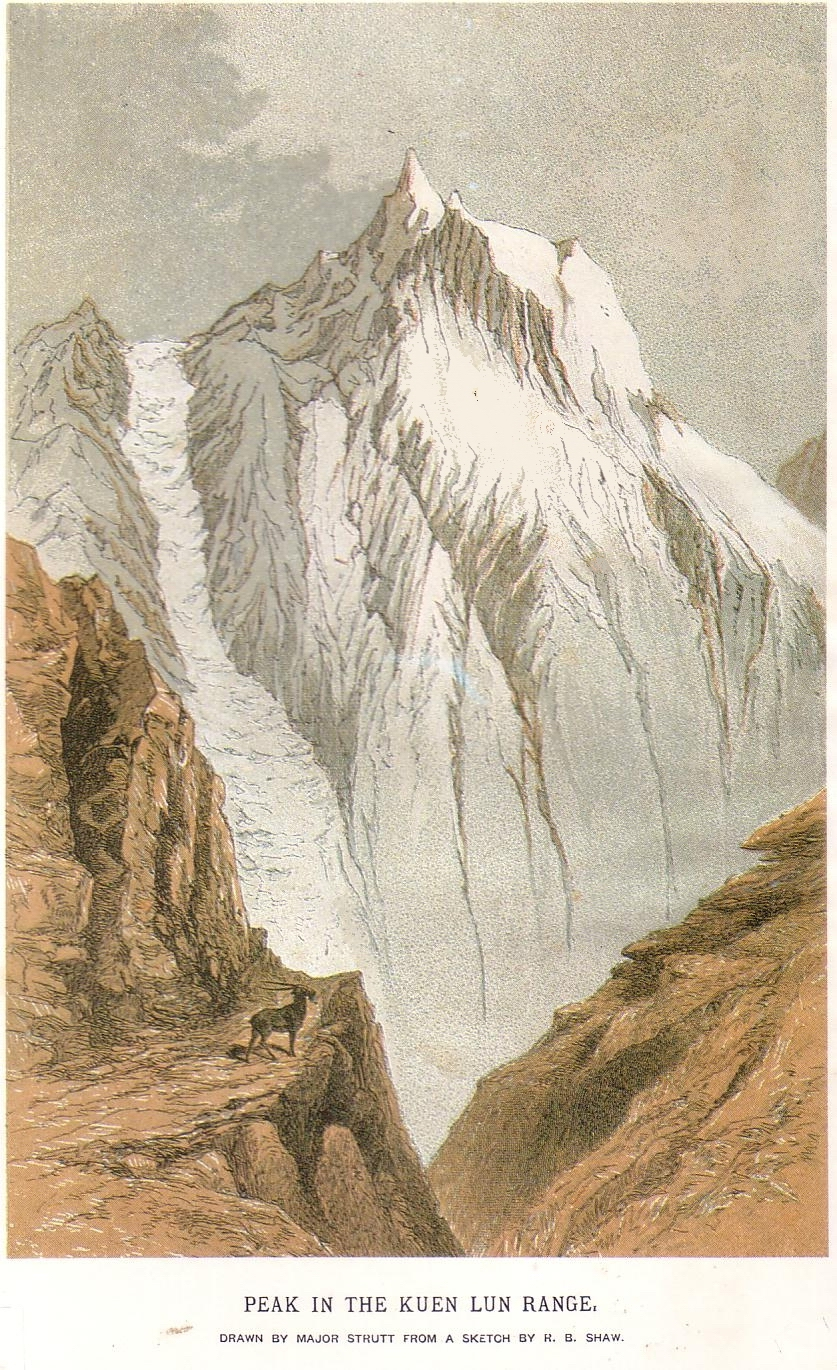
Pico na cordilheira Cunlum

Cunlum ou Cuenlum (chinês simplificado: 昆仑山, chinês tradicional: 崑崙山, pinyin: Kūnlún Shān) é uma das maiores cordilheiras da Ásia, estendendo-se ao longo de mais de 3000 km. 
Estende-se ao largo da fronteira ocidental da China, até ao sul, ao lado da cordilheira do Pamir, curvando-se para este para formar a fronteira norte do Tibete. Segue a sul do que se denomina actualmente a bacia do Tarim, o famoso Taclamacã ou deserto das "casas enterradas na areia", e o deserto de Gobi. A cordilheira tem dezenas picos de altitude superior aos 6000 metros. Os seus limites variam consoante as fontes consultadas. O pico mais alto pode ser o Liushi Shan (7167 m), na parte ocidental, mas a parte oriental é por vezes considerada como pertencente à cordilheira Pamir (neste caso os três picos mais altos serão o Kongur Tagh (7719 metros), o Dingbei (7625 metros) e o famoso Mutzagata (7546 metros), picos que se encontram na cordilheira Arkatag dentro do complexo de cordilheiras).

Para sul, um ramo das Montanhas Cunlum dá lugar à zona de captação das bacias dos dois maiores rios da China, o rio Yangtzé e o Rio Amarelo. A cordilheira formou-se no lado norte da placa indiana durante a sua colisão no final do Triássico com a placa euroasiática, dando lugar ao fecho do oceano Paleo-Thetys.

## Mitologia
As montanhas Cunlum são muito conhecidas na mitologia chinesa, e considera-se que incluem o paraíso taoísta. O primeiro a visitar esse paraíso foi, segundo a lenda, o rei Mu (1001-947 a.C.) da dinastia Zhou. Supostamente, descobriu o Palácio de Jade de Huangdi, o mítico Imperador Amarelo, e encontrou Xiwangmu, a Rainha Mãe do Oeste, que também tem o seu mítico refúgio nestas montanhas.